# Kanton Avignon-2
Der Kanton Avignon-2 ist ein französischer Wahlkreis im Département Vaucluse in der Region Provence-Alpes-Côte d’Azur. Er entstand 2015 im Rahmen einer landesweiten Neuordnung der Kantone und umfasst den nordwestlichen Teil der Stadt Avignon.